# Hoyte van Hoytema

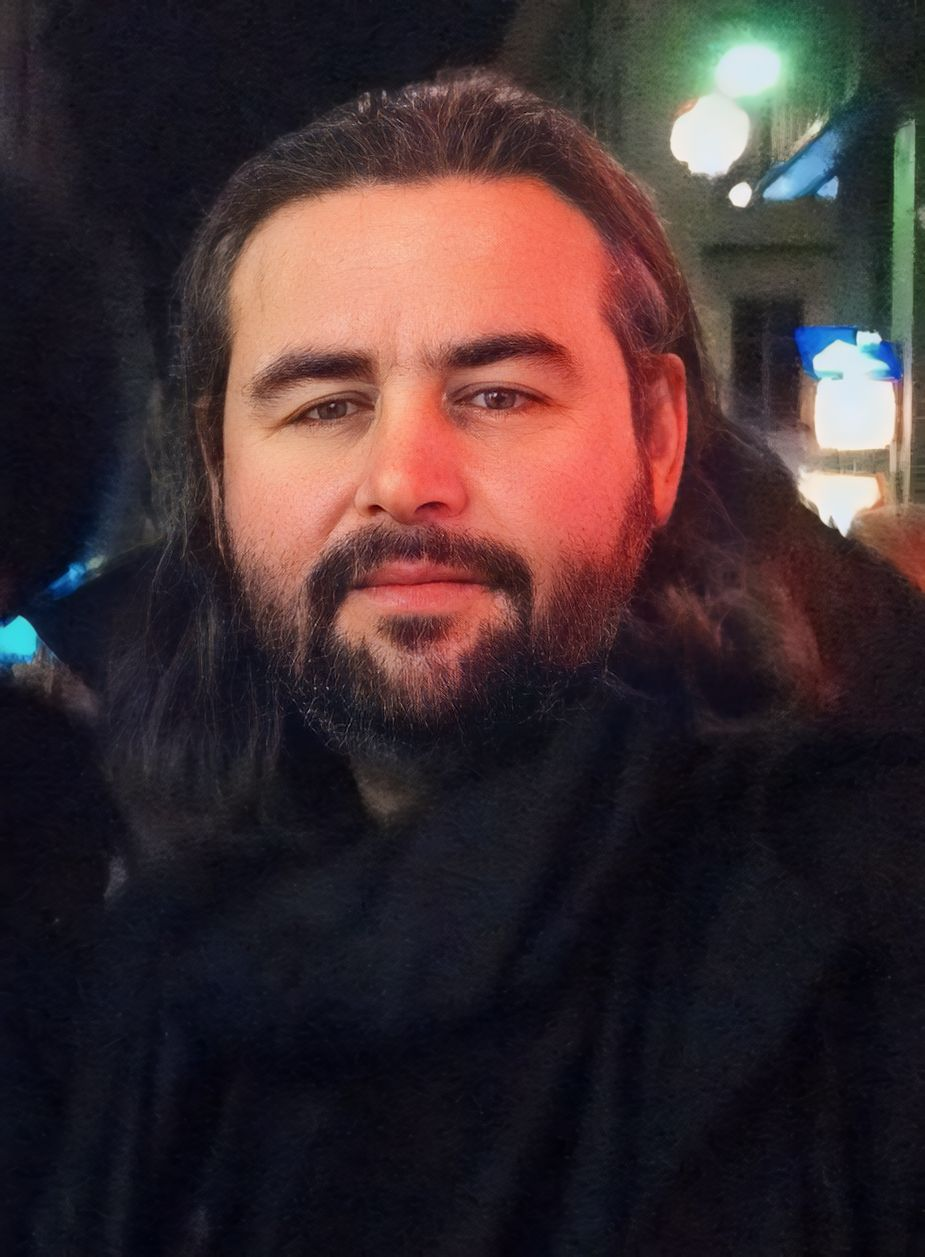
Hoyte van Hoytema, 2012

Hoyte van Hoytema (* 4. Oktober 1971 in Horgen, Schweiz) ist ein niederländischer Kameramann.

## Leben
Hoyte van Hoytema wurde im Schweizer Kanton Zürich geboren, wo sein Vater als Architekt arbeitete, wuchs allerdings in den Niederlanden auf. Nachdem er zweimal eine Ablehnung auf seine Bewerbung an einer niederländischen Filmhochschule erhalten hatte, ging er mit seinem Bruder ins polnische Łódź an die renommierte Staatliche Hochschule für Film, Fernsehen und Theater, an der bereits Größen wie Roman Polański, Krzysztof Kieślowski oder Andrzej Wajda unterrichtet worden waren. Da er nicht intensiv Polnisch lernen wollte, entschied er sich von den beiden angebotenen Studienrichtungen Regie und Kamera für den letzteren. Die Hochschule war jedoch zu jener Zeit derart unterfinanziert, dass man zu Übungszwecken nur mit alten Arri-Kameras auf 35-mm-Film arbeiten durfte, die die Deutschen während des Zweiten Weltkrieges zurückgelassen hatten. Allerdings hatten diese den Nachteil, dass sie permanent laute Nebengeräusche produzierten. Doch van Hoytema betrachtete es eher als Vorteil, da dadurch eine Notwendigkeit gegeben war, Filme ohne viel Dialog zu drehen (Med de där kamerorna var det också en ren nödvändighet att göra filmer utan så mycket dialog). Bereits während des Studiums inspirierten ihn Ein jeglicher wird seinen Lohn empfangen… von Claude Lelouch und eine Retrospektive aus dem niederländischen Fernsehen von Nicolas Roeg sowie die Kameraarbeit von Robby Müller. Bereits nach drei Jahren verließ er allerdings die Hochschule wieder, um arbeiten zu gehen. Über Stationen in Polen und den Niederlanden kam er nach Norwegen, wo er den Produzenten Malte Forsell kennenlernte, der ihn nach Schweden brachte, um dort mit ihm Die Rückkehr des Tanzlehrers zu drehen.
Nachdem er einige Filme, Werbespots und Fernsehepisoden gedreht hatte, wurde Tomas Alfredson auf ihn aufmerksam. Beide trafen sich, um über den Dreh von So finster die Nacht zu sprechen, und verstanden sich auf einer intuitiven Ebene sehr gut (Op intuïtief niveau kunnen wij heel goed met elkaar opschieten). Van Hoytema wurde verpflichtet und konnte sich durch aufwendige Szenen, in denen sowohl analoge als auch digitale Techniken verwendet wurden, sowohl Kritikerlob als auch zahlreiche Nominierungen und Auszeichnungen für seine Arbeit erhalten, darunter den schwedischen Preis Guldbagge für die beste Kamera.
Nachdem er auch für Das Mädchen zum zweiten Mal in Folge eine Guldbagge für die Beste Kamera erhalten hatte, wurden die Produzenten von The Fighter auf ihn aufmerksam, sodass er die Kameraarbeit in seinem ersten Hollywood-Film übernahm. Allerdings war die Arbeit für ihn ungewohnt, da er laut dortigen Gewerkschaftsregeln mit zwei zusätzlichen Kameramännern zusammenarbeiten musste. Er selbst hatte zuvor bei seinen Filmen jede Arbeit selbst übernommen.
Nach einer weiteren Zusammenarbeit mit Tomas Alfredson bei dem Spionagefilm Dame, König, As, Spion filmte van Hoytema für Spike Jonze das Drama Her. Im Jahr 2013 folgte mit Christopher Nolans Science-Fiction-Film Interstellar sein bis dahin größtes Projekt, bei dem er Nolans Stammkameramann Wally Pfister ersetzte. Im Anschluss wurde er als Kameramann für den 24. James-Bond-Film Spectre engagiert, der von Sam Mendes inszeniert wurde. Danach folgten weitere Arbeiten für Christopher Nolan an den Filmen Dunkirk, Tenet und Oppenheimer. Für Dunkirk und Oppenheimer wurde er jeweils für den Oscar in der Kategorie Beste Kamera nominiert und gewann ihn für Oppenheimer.
Van Hoytema bezeichnet sich selbst als Filmfetischist (Jag är fortfarande en filmfetischist) und bevorzugt die Arbeit mit Filmmaterial gegenüber digitaler Technik.
Er lebt mit seiner schwedischen Frau und seiner Tochter in Stockholm.

## Filmografie (Auswahl)
- 2001: Choka!
- 2003: Svidd neger
- 2003: Tod in Gibraltar (Tarifa Traffic)
- 2004: Die Rache des Tanzlehrers (Danslärarens återkomst)
- 2005: Pistvakt
- 2007: Nach der Musik
- 2008: So finster die Nacht (Låt den rätte komma in)
- 2009: Das Mädchen (Flickan)
- 2009: Doktor Glas
- 2010: The Fighter
- 2011: Dame, König, As, Spion (Tinker, Tailor, Soldier, Spy)
- 2012: Call Girl
- 2013: Her
- 2014: Interstellar
- 2015: James Bond 007: Spectre (Spectre)
- 2017: Dunkirk
- 2019: Ad Astra – Zu den Sternen (Ad Astra)
- 2020: Tenet
- 2022: Nope
- 2023: Oppenheimer

## Auszeichnungen
Oscar
- 2018: Nominierung für die Beste Kamera für Dunkirk
- 2024: Auszeichnung für die Beste Kamera für Oppenheimer

British Academy Film Award
- 2012: Nominierung für die Beste Kamera mit Dame, König, As, Spion
- 2015: Nominierung für die Beste Kamera mit Interstellar
- 2018: Nominierung für die Beste Kamera mit Dunkirk
- 2024: Auszeichnung für die Beste Kamera mit Oppenheimer

Critics’ Choice Movie Award
- 2015: Nominierung für die Beste Kamera für Interstellar
- 2018: Nominierung für die Beste Kamera für Dunkirk
- 2021: Nominierung für die Beste Kamera für Tenet
- 2024: Auszeichnung für die Beste Kamera für Oppenheimer

American Society of Cinematographers
- 2012: Nominierung für die Beste Kameraarbeit bei einem Kinofilm für Dame, König, As, Spion
- 2018: Nominierung für die Beste Kameraarbeit bei einem Kinofilm für Dunkirk
- 2024: Auszeichnung für die Beste Kameraarbeit bei einem Kinofilm für Oppenheimer

Guldbagge
- 2009: Beste Kamera für So finster die Nacht
- 2010: Beste Kamera für Das Mädchen
- 2013: Beste Kamera für Call Girl

Chlotrudis Award
- 2009: Bestes Visuelles Design für So finster die Nacht

New York Film Critics Circle Award
- 2023: Beste Kamera für Oppenheimer[6]